# Warren (Nowy Jork)
Warren – miasto w Stanach Zjednoczonych, w stanie Nowy Jork, w hrabstwie Herkimer.